# Кленник-Низ
Кленник-Низ (бел. Клянні́к-Ніз) — деревня в Смолевичском районе Минской области Республики Беларусь. Входит в состав Курганского сельсовета.

## География

### Расположение
В 24 километрах на юго-восток от железнодорожной станции Смолевичи (на линии Минск — Орша), рядом с автомобильной дорогой Курганье — Рованичи.

## История
В 1897 году имела статус околицы возле деревни Кленник, была в составе Верхменской волости Игуменского уезда Минской губернии. С 1924 года — урочище в составе Кленницкого сельсовета Смолевичского района Минского округа (до 26 июля 1930 года), с 20 февраля 1938 года — в Минской области. С 12 ноября 1957 года — в Курганском сельсовете.

## Население

### Численность
- 2019 год — 40 жителей.

### Динамика
- 1897 год — 6 дворов, 67 жителей.
- 1959 год — 131 житель.
- 2013 год — 11 дворов, 33 жителя.